# Chlorops curtipennis
Chlorops curtipennis är en tvåvingeart som beskrevs av Curtis W. Sabrosky 1959. Chlorops curtipennis ingår i släktet Chlorops och familjen fritflugor. Inga underarter finns listade i Catalogue of Life.